# НФК Верія
НФК Верія (грец. Νέος Ποδοσφαιρικός Σύλλογος Βέροια 2019 Π.Α.Ε.) — грецький футбольний клуб з міста Верія, заснований 17 липня 2019 року.

## Історія
НФК Верія створена 17 липня 2019 року. В тому ж році дебютував у третьому за значенням грецькій лізі та фінішував на шостому місці, сезон було призупинено через пандемію COVID-19.
28 липня 2020 року «Верія» підписала контракт з досвідченим Павлосом Дерміцакісом. Команда відіграла сезон в футбольній лізі фінішувавши на першому місці отримали підвищення до Суперліги 2.
7 липня 2021 року клуб продовжив угоду з тренером Павлосом Дерміцакісом. Під час літнього трансферного вікна 2021 року клуб поповнила низка відомих гравців, зокрема албанець Ергюс Каче. За підсумками сезону в раунду плей-ауту Суперліги поступились за результатами двох матчів «Ламії» 1–2 та 1–1.
14 липня 2022 року правління «Верії» повідомило головного тренера Павлоса Дерміцакіса, що не продовжить з ним контракт. Новим головним тренером команди став Стергіос Діамантас.
22 липня 2022 року нова рада директорів призначила Константіноса Аніфантакіса головним тренером. Аніфантакіс звільнився з посади 6 грудня 2022 року, посилаючись на особисті причини.

## Форма
| 2019–20 | 2020–21 | 2021–22 | 2022–23 |

## Стадіон
Домашні матчі проводить на Муніципальному стадіоні Верії.

## Досягнення
Суперліга 2 (північна група)
- Чемпіон (1): 2021–22

Футбольна ліга
- Чемпіон (1): 2020–21